# یوری کونووالوف (ورزشکار)
یوری کونووالوف (روسی: Юрий Семёнович Коновалов؛ ۳۰ دسامبر ۱۹۲۹ – ۲۵ مه ۲۰۰۸ (aged 78)) ورزشکار دو و میدانی اهل روسیه بود.
وی در مسابقات کشوری و بین‌المللی در مجموع برندهٔ ۲ مدال نقره، ۱ مدال برنز شده‌است.